# Adam Frans van der Meulen
Adam Frans van der Meulen (Bruselas, 11 de enero de 1632 - París 15 de octubre de 1690) fue un pintor flamenco.

## Biografía
Fue alumno en Bruselas de Peter Snayers, luego en la escuela de Amberes, antes de enstar al servicio de los archiduques españoles. Dominando el arte de representar los caballos y los paisajes, su fama atravesó las fronteras y en 1662, fue llamado a París por Charles Le Brun, el primer pintor del rey Luis XIV y director de la Manufactura de los Gobelinos.  
Se especializó en la pintura de batallas y caza, viniendo a reforzar, en 1665, el equipo encargado de inmortalizar la figura del Rey Sol y fue pensionado desde 1667. Van der Meulen acompañó al rey en todos sus viajes, en todas sus residencias y en todas sus guerras y asimismo realizó numerosos cartones para la Manufactura de los Gobelinos.
Atrajo hacia París al grabador Adriaen Frans Boudewyns, que se casó con la hermana de van der Meulen, Bárbara, en 1670.
La obra grabada de este artista forma una continuación de 152 planchas en la colección conocida bajo el nombre de Gabinete del Rey.

## Obra

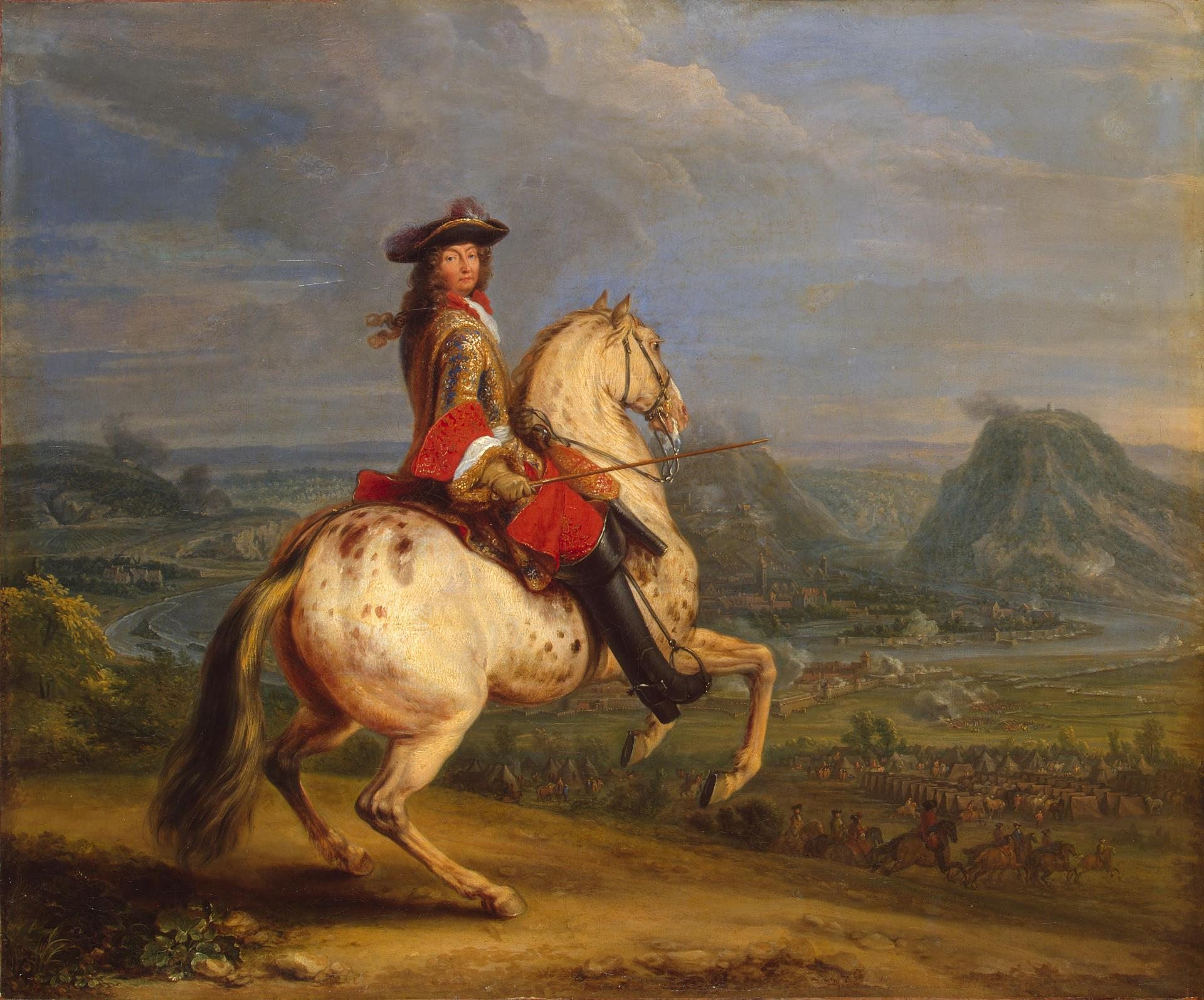
Asedio de Besanzón por Luis XIV, 1674.

- Cabezas de caballo. Óleo sobre lienzo 44,5 x 44,5 cm, Museo de Bellas Artes de Ruan.

- Estudio de cinco caballos. Óleo sobre lienzo 41 x 66 cm, Museo de Bellas Artes de Ruan.

- Combate de caballería en el paso de un puente.

- La armada de Luis XIV frente a Turnai.

- Caballo negro galopando.

- Choque de caballería.